# Camponotus tergestinus
Camponotus tergestinus är en myrart som beskrevs av Mueller 1921. Camponotus tergestinus ingår i släktet hästmyror, och familjen myror. Inga underarter finns listade.